# 41e cérémonie des Tony Awards
La 41e cérémonie des Tony Awards a eu lieu le 7 juin 1987 au Mark Hellinger Theatre de Broadway et fut retransmise sur CBS. La cérémonie récompensait les productions de Broadway en cours pendant la saison 1987-1988. L'émission sera récompensée d'un Primetime Emmy Award de la meilleure émission de divertissement, en 1987.

## Cérémonie
La cérémonie a été présentée par Angela Lansbury pour la troisième fois (1968, 1971 et 1987).

### Prestations
Lors de la soirée, plusieurs personnalités se sont succédé pour la présentation des prix dont ; Jane Alexander, Bea Arthur, Richard Chamberlain, Glenn Close, Charles "Honi" Coles, Barbara Cook, Hume Cronyn, Bob Fosse, Mark Hamill, Helen Hayes, William Hurt, Bill Irwin, Judy Kuhn, Swoosie Kurtz, Dick Latessa, John Lithgow, Mary Martin, Walter Matthau, Andrea McArdle, Mary Tyler Moore, Bernadette Peters, Lynn Redgrave, Chita Rivera, George Rose, Jessica Tandy, Tommy Tune, Kathleen Turner.
Plusieurs spectacles musicaux présentèrent quelques numéros en live :
- Broadway Bound— Scène avec Linda Lavin et Jonathan Silverman;
- Coastal Disturbances— Scène avec Annette Bening et Timothy Daly;
- Fences— Scène avec James Earl Jones et Courtney B. Vance;
- Les Liaisons Dangereuses— Scène avec Lindsay Duncan et Alan Rickman;
- Rags -- "Rags" - Judy Kuhn et Dick Latessa;
- Les Misérables -- "At the End of the Day"/"One Day More" - la troupe;
- Me and My Girl -- "The Lambeth Walk" - Robert Lindsay et la troupe;
- Starlight Express -- "Starlight Express"/"Light at the End of the Tunnel" - Greg Mowry, Steve Fowler et la troupe;

Plusieurs autres prestations spéciales furent données comme la chanson "Bosom Buddies" de la comédie musicale Mame qui fut chantée par Angela Lansbury et Bea Arthur. Un hommage spécial à Robert Preston, décédé en mars 1987. Bernadette Peters chanta Time Heals Everything de Mack and Mabel, Barbara Cook chanta Till There Was You de The Music Man et Mary Martin chanta "I Do! I Do!". Enfin, un hommage à George Abbott fut présenté par Helen Hayes, avec les chansons de Flora the Red Menace, A Funny Thing Happened on the Way to the Forum, The Boys from Syracuse, Damn Yankees, Where's Charley? et The Pajama Game.

## Palmarès
| Meilleure pièce | Meilleure comédie musicale |
| --- | --- |
| - Fences – August Wilson - Broadway Bound – Neil Simon - Coastal Disturbances – Tina Howe - Les Liaisons Dangereuses – Christopher Hampton | - Les Misérables - Me and My Girl - Rags - Starlight Express |
| Meilleure reprise | Meilleur livret |
| - Ils étaient tous mes fils - The Front Page - The Life and Adventures of Nicholas Nickleby - Pygmalion | - Alain Boublil et Claude-Michel Schönberg – Les Misérables - L. Arthur Rose, Douglas Furber, Stephen Fry et Mike Ockrent – Me and My Girl - Joseph Stein – Rags - Howard Ashman – Smile                                                                              |
| Meilleur acteur dans une pièce | Meilleure actrice dans une pièce |
| - James Earl Jones – Fences dans le rôle de Troy Maxson - Philip Bosco – You Never Can Tell dans le rôle de Waiter - Richard Kiley – Ils étaient tous mes fils dans le rôle de Joe Keller - Alan Rickman – Les Liaisons Dangereuses dans le rôle du Vicomte de Valmont                                                                | - Linda Lavin – Broadway Bound dans le rôle de Kate - Lindsay Duncan – Les Liaisons Dangereuses dans le rôle de la Marquise de Merteuil - Geraldine Page – L'esprit s'amuse dans le rôle de Madame Arcati - Amanda Plummer – Pygmalion dans le rôle d'Eliza Doolittle |
| Meilleur acteur dans une comédie musicale | Meilleure actrice dans une comédie musicale |
| - Robert Lindsay – Me and My Girl dans le rôle de Bill Snibson - Roderick Cook – Oh Coward! dans le rôle de Performer - Terrence Mann – Les Misérables dans le rôle de Inspecteur Javert - Colm Wilkinson – Les Misérables dans le rôle de Jean Valjean                                                                               | - Maryann Plunkett – Me and My Girl dans le rôle de Sally Smith - Catherine Cox – Oh Coward! dans le rôle de Performer - Teresa Stratas – Rags dans le rôle de Rebecca Hershkowitz                                                                                    |
| Meilleur acteur de second rôle dans une pièce | Meilleure actrice de second rôle dans une pièce |
| - John Randolph – Broadway Bound dans le rôle de Ben - Frankie R. Faison – Fences dans le rôle de Gabriel - Jamey Sheridan – Ils étaient tous mes fils dans le rôle de Chris Keller - Courtney B. Vance – Fences dans le rôle de Corey                                                                                                | - Mary Alice – Fences dans le rôle de Rose - Annette Bening – Coastal Disturbances dans le rôle d'Holly Dancer - Phyllis Newman – Broadway Bound dans le rôle de Blanche - Carole Shelley – Stepping Out dans le rôle de Maxine                                       |
| Meilleur acteur de second rôle dans une comédie musicale | Meilleure actrice de second rôle dans une comédie musicale |
| - Michael Maguire – Les Misérables dans le rôle d'Enjolras - George S. Irving – Me and My Girl dans le rôle de Sir John Tremayne - Timothy Jerome – Me and My Girl dans le rôle d'Herbert Parchester - Robert Torti – Starlight Express dans le rôle de Greaseball                                                                    | - Frances Ruffelle – Les Misérables dans le rôle de Éponine - Jane Connell – Me and My Girl dans le rôle de Maria - Judy Kuhn – Les Misérables dans le rôle de Cosette - Jane Summerhays – Me and My Girl dans le rôle de Lady Jaqueline Carstone                     |
| Meilleure partition originale | Meilleure chorégraphie |
| - Les Misérables – Claude-Michel Schönberg (musique), Herbert Kretzmer et Alain Boublil (paroles) - Me and My Girl – Noel Gay (musique), L. Arthur Rose et Douglas Furber (paroles) - Rags – Charles Strouse (musique) et Stephen Schwartz (paroles) - Starlight Express – Andrew Lloyd Webber (musique) et Richard Stilgoe (paroles) | - Gillian Gregory – Me and My Girl - Ron Field – Rags - Brian Macdonald – The Mikado - Arlene Phillips – Starlight Express |
| Meilleure mise en scène pour une pièce | Meilleure mise en scène pour une comédie musicale |
| - Lloyd Richards – Fences - Howard Davies – Les Liaisons Dangereuses - Mbongeni Ngema – Asinamali! - Carole Rothman – Coastal Disturbances | - Trevor Nunn et John Caird – Les Misérables - Brian Macdonald – The Mikado - Trevor Nunn – Starlight Express - Mike Ockrent – Me and My Girl |
| Meilleurs décors | Meilleurs costumes |
| - John Napier – Les Misérables - Bob Crowley – Les Liaisons Dangereuses - Martin Johns – Me and My Girl - Tony Walton – The Front Page | - John Napier – Starlight Express - Bob Crowley – Les Liaisons Dangereuses - Ann Curtis – Me and My Girl - Andreane Neofitou – Les Misérables |
| Meilleures lumières | |
| - David Hersey – Les Misérables - Martin Aronstein – Wild Honey - David Hersey – Starlight Express - Beverly Emmons et Chris Parry – Les Liaisons Dangereuses | |

## Autres récompenses
Le Regional Theatre Tony Award a été décerné à la San Francisco Mime Troupe. George Abbott, fut honoré à l'occasion de son 100e anniversaire et Jackie Mason reçu également un prix pour The World According to Me.